# Блансе
Блансе́ (фр. Blancey) — коммуна во Франции, находится в регионе Бургундия. Департамент коммуны — Кот-д’Ор. Входит в состав кантона Пуйи-ан-Осуа. Округ коммуны — Бон.
Код INSEE коммуны — 21082.

## Население
Население коммуны на 2010 год составляло 70 человек.
| 1962 | 1968 | 1975 | 1982 | 1990 | 1999 | 2010 |
| ---- | ---- | ---- | ---- | ---- | ---- | ---- |
| 78   | 75   | 73   | 64   | 62   | 60   | 70   |

## Экономика
В 2010 году среди 45 человек трудоспособного возраста (15—64 лет) 31 были экономически активными, 14 — неактивными (показатель активности — 68,9 %, в 1999 году было 66,7 %). Из 31 активных жителей работали 29 человек (14 мужчин и 15 женщин), безработных было 2 (2 мужчин и 0 женщин). Среди 14 неактивных 3 человека были учениками или студентами, 8 — пенсионерами, 3 были неактивными по другим причинам.